# Ortholema
Ortholema is een geslacht van kevers uit de familie bladkevers (Chrysomelidae).
De wetenschappelijke naam van het geslacht werd in 1943 gepubliceerd door Heinze.

## Soorten
- Ortholema philippina Medvedev, 1995